# Hans-Christof Stenzel
Hans Christof Stenzel (* 6. Mai 1935 in Berlin; † 2. Juni 2019 ebenda) war ein deutscher Filmregisseur und Drehbuchautor.

## Leben und Wirken
Stenzel machte 1954 sein Abitur und studierte anschließend Betriebswirtschaft, Germanistik und Psychologie in Hamburg und Berlin. 1955 war er Mitbegründer des Filmstudios an der Freien Universität Berlin. 
Beginnend mit Werbefilmen arbeitete Stenzel seit 1962 als Regisseur überwiegend für das Fernsehen. 1965/66 war er stellvertretender Leiter von stern TV, Hamburg und 1969 bis 1971 Dozent für Filmgestaltung an der Hochschule für Fernsehen und Film München.
Manche von Stenzels Filmen wie Die Blumen des Bösen (1968, nach Baudelaire) wurden nicht oder wie Gruß Attersee (1969) praktisch unter Ausschluss der Öffentlichkeit ausgestrahlt. 1977 erschien sein Reise-Dokumentar-Spielfilm C’est la vie Rrose – Ein Junggesellenspiel in den Kinos, der dem Künstler Marcel Duchamp gewidmet war. Der Film erhielt zwei Bundesfilmpreise. 1979 folgte Sufferloh – Von heiliger Lieb und Trutz: Ein kauziger Bajuware und ein junger Knabe wollen einen Goldfisch in der Isar ertränken, aber sie finden die Isar nicht. Der nächste Film Obszön – Der Fall Peter Herzl (1981) spielte im Wiener Milieu, während Marmor, Stein und Eisen bricht (1982) eine ambivalente Lebensbeschreibung des Schlagersängers Drafi Deutscher war.